# Лаодика (дъщеря на Антиох II)
Вижте пояснителната страница за други личности с името Лаодика.
Лаодика (на старогръцки: Λαοδίχη, Laodike; 3 век пр.н.е.) е принцеса от династията на Селевкидите, дъщеря на Антиох II Теос и първата му съпруга Лаодика I. Тя е царица на Понтийското царство.

## Биография
Лаодика е сестра на Селевк II Калиник, Антиох Хиеракс и Стратоника III. Тя е омъжена от брат ѝ Селевк II ок. 245 пр.н.е. за Митридат II, цар на Понтийското царство през 250 – ок. 210 пр.н.е. Тя му носи зестра Фригия.

## Деца
Лаодика и Митридат II имат две дъщери и един син:
- Лаодика III, съпруга на Антиох III Велики
- Лаодика, съпруга на генерал Ахей, вице-крал на Мала Азия
- Митридат III, цар на Понт. 210 – 190 пр.н.е. и баща на Фарнак I